# يحيى بن يحيى التميمي
أبو زكريا يحيى بن يحيى بن بكر بن عبد الرحمن بن يحيى بن حمّاد، التميمي الحنظلي،النيسابوري. (142 هـ - 226 هـ) من كبار رواة الحديث عند أهل السنة والجماعة،
ولد بنيسابور، ووصفوه بأنه كان زاهدًا، صالحًا، وبأنه كان خيرًا، فاضلاً، صائنًا لنفسه، حسن الوجه، طويل اللحية. توفى وهو ابن أربع وثمانين سنة. كتب: ببلده، وبالحجاز، والعراق، والشام، ومصر.

## أقوال العلماء فيه
- قال الذهبي: «ثبت فقيه صاحب حديث وليس بالمكثر جدا.»[2] وقال أيضا:« شيخ الإسلام، وعالم خراسان.»[3]
- قال الحاكم النيسابوري: «إمام عصره بلا مدافعة.»[4]
- وقال أحمد بن حنبل:« ما رأى يحيى بن يحيى مثل نفسه، وما رأى الناس مثله.»[4] وقال أيضاً: «ما أخرجت خراسان بعد ابن المبارك مثل يحيى بن يحيى.» وقال عنه: «ثقة».[5]
- وقال إسحاق بن راهويه: «مات يوم ماتَ وهو إمام أهل الدنيا.»[6]
- وقال محمد بن يحيى الذهلي: «ما رأيت أحدا أجل ولا أخوف لربه من يحيى بن يحيى». وقال أيضاً: «لو شئت لقلت هو رأس المحدثين في الصدق.»[7]
- وقال النووي: «اتفقوا على توثيقه وجلالته.»[1]
- وقال الزركلي: «كان من سادات أهل زمانه علما ودينا ونسكا وإتقانا.»[8]

## شيوخه وتلاميذه
- شيوخه ومن روى عنهم:

كثير بن سليم، وعبد الله بن جعفر المخرمي، ويزيد بن المقدام، وزهير بن معاوية، ومالك بن أنس، وشريك القاضي، وسعير بن الخمس، وأبي عقيل يحيى بن المتوكل، وسليمان بن بلال، والليث بن سعد، وعبد الرحمن بن أبي الموال، وعطاف بن خالد، وإبراهيم بن سعد، وابن أبي الزناد، والمنكدر بن محمد، وداود بن عبد الرحمن العطار، ومسلم بن خالد، ومعاوية بن عبد الكريم، وخلف بن خليفة، ويزيد بن زريع، وعبثر بن القاسم، وأمم سواهم.
- تلاميذه ومن روى عنه:

البخاري، ومسلم، وحميد بن زنجويه، ومحمد بن نصر المروزي، وأحمد بن سيار، وعثمان بن سعيد الدارمي، ومحمد بن رافع القشيري، ومحمد بن يحيى الذهلي، وابنه؛ يحيى حيكان، وزكريا بن داود الخفاف، ومحمد بن عمرو الجرشي، وجعفر بن محمد بن الترك، ومحمد بن عبد السلام بن بشار، وإبراهيم بن علي الذهلي، وداود بن الحسين البيهقي، وعلي بن الحسين الصفار، وخلائق.